# Schlacht von Tanagra (457 v. Chr.)
Aegina – Tanagra (457 v. Chr.) – Oinophyta – Zweiter Heiliger Krieg – Koroneia (447 v. Chr.)
Die Schlacht von Tanagra war eine bedeutende Auseinandersetzung zwischen Athen und Sparta im Ersten Peloponnesischen Krieg (457 v. Chr.–445 v. Chr.) und fand zu Beginn dieses Krieges im Jahre 457 v. Chr. statt. Sparta siegte.

## Vorgeschichte
Zwischen Athen und Sparta nahmen nach den historischen Siegen über die Perser, die noch gemeinsam ausgefochten wurden, die Spannungen zu. Zum einen betrachtete Sparta argwöhnisch Athens Anstrengungen, mit dem Bau der Langen Mauern zwischen Athen und Piräus eine riesige Festungsanlage zu errichten. Außerdem war Sparta die zunehmende Demokratisierung Athens unter Ephialtes ein Dorn im Auge. Zudem kam es zu Bündnisbildungen anstelle der früheren panhellenischen Kampfgemeinschaft, sodass sich die Frage nach der Hegemonie im griechischen Staatensystem stellte. Athen initiierte den Attischen Seebund, in dem es zunehmend dominierte. Zugleich geriet es in Rivalität zu einer Reihe von Stadtstaaten (Aigina, Korinth, Epidauros, Doris), die daraufhin Rückhalt bei Sparta suchten. Als auch Theben, die Hauptstadt Böotiens, sich Sparta anschloss, um von diesem Hilfe gegen Phokis zu erlangen, sah sich Athen von Westen wie von Norden bedroht. Es kam zum Krieg.

## Ablauf der Schlacht
Hauptquelle zu den Zusammenhängen, dem Verlauf und den Folgen der Schlacht ist der spätere athenische Stratege Thukydides (Der peloponnesische Krieg, Buch I, 107/108). Nikodemes von Sparta marschierte zunächst mit 11.500 Hopliten Spartas und der Verbündeten Richtung Theben, woraufhin Athen dieser Streitmacht den Rückweg zur Peloponnes versperrte. Die Spartaner beschlossen, sich in Böotien den Athenern zu stellen, die ihnen mit 14.000 Mann unter dem Kommando des Myronides entgegenmarschierten. Bei Tanagra, östlich von Theben, am Fuß des Parnes-Gebirges, das Attika von Böotien trennt, kam es dann zur Schlacht. Während dieser sind anscheinend die zunächst mit Athen verbündeten thessalischen Reiter zur anderen Seite übergelaufen. Die Spartaner konnten den Kampf für sich entscheiden, auch wenn sie viele Hopliten verloren, aber zumindest war nun der Rückweg nach Sparta wieder offen.

## Ergebnis
Während die Spartaner also heimkehrten, nutzten die Athener die Gelegenheit, sich neu zu organisieren, sodass sie zwei Monate später gegen Theben die Schlacht von Oinophyta für sich entscheiden und damit die Herrschaft über Mittelgriechenland gewinnen konnten.